# Furuholmen (vid Rosala, Kimitoön)
Furuholmen är en ö i Finland. Den ligger i Skärgårdshavet och i kommunen Kimitoön i den ekonomiska regionen  Åboland i landskapet Egentliga Finland, i den sydvästra delen av landet. Ön ligger omkring 67 kilometer söder om Åbo och omkring 150 kilometer väster om Helsingfors.
Öns area är 17,6 hektar och dess största längd är 0,8 kilometer i nord-sydlig riktning. Ön höjer sig omkring 15 meter över havsytan.